# Duluth Kelleys

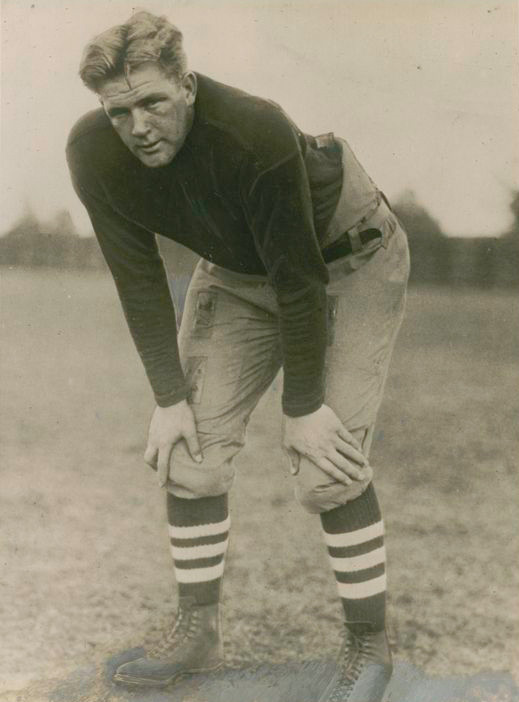
Ernie Nevers

Die Duluth Kelleys bzw. Kelley Duluths, ab 1926 Duluth Eskimos, waren eine American-Football-Mannschaft die von 1923 bis 1927 in der National Football League spielten.

## Geschichte
Der aus Duluth stammende American-Football-Spieler und -Trainer Dewey Scanlon und der Eigentümer der Eisenwarenhandlung Kelley-Duluth Hardware Store M. C. Gebert organisierten Anfang der 1920er Jahre eine Football-Mannschaft, die unter dem Namen Duluth-Kelley(s) bzw. Kelley-Duluth(s) antrat. Gespielt wurde im 6000 Zuschauer fassenden Athletic Park in Duluth. Das Team spielte unter anderem gegen Green Bay Packers, die Minneapolis Marines und die Cleveland Panthers.
Für die Saison 1923 erwarb das Team ein Franchise der National Football League. Als Trainer konnte Joey Sternaman, der Bruder von Dutch Sternaman, engagiert werden. Das Team konnte auf Grund der Wetterverhältnisse nur bis Ende Oktober Heimspiele austragen und hatte somit gegenüber den anderen Mannschaften einen reduzierten Spielplan von sieben Spielen, statt zehn bis zwölf. Das Team erzielte zwar eine positive Spielbilanz, war jedoch durch die wenigen Heimspiele finanziell nicht sehr erfolgreich.
Am Ende der Saison zog sich Gebert als Sponsor zurück. Die Spieler übernahmen das Team und betrieben es als Kooperative weiter, Scanlon fungierte nunmehr als Trainer. Zu Beginn des Jahres 1924 wurde der örtliche Geschäftsmann Ole Haugsrud zum Schatzmeister des Teams bestimmt. In der Saison 1924 konnte die Mannschaft fünf von sechs Spielen gewinnen und wurde Gesamtvierter. Wie auch in den Jahren zuvor spielte das Team nicht nur gegen Mannschaften der NFL, sondern auch gegen andere Teams aus Minnesota und Michigan.
Nachdem das Team 1925 drei Spiele gegen NFL-Teams verloren hatte, beendeten das Team für diese Saison den weiteren Spielbetrieb. Insbesondere das Wetter gestattete keine weiteren Heimspiele und auch die Besucherzahlen blieben unter den Erwartungen. Die Spieler verkauften das Team an Ole Haugsrud und Dewey Scanlon für einen Dollar. Im Gegenzug übernahmen die beiden alle Schulden der Mannschaft.
Haugsrud war mit Ernie Nevers befreundet und konnte den Star des College Football überreden, für das Team aus Duluth zu spielen. Mit Walt Kiesling und John McNally konnten zwei weitere spätere Hall-of-Famer verpflichtet werden. Die Mannschaft wurde ab 1926 als „Ernie Nevers' Eskimos“, vermarktet wird, jedoch in den Statistiken als Duluth Eskimos geführt. Als Duluth Kelleys spielte die Mannschaft vier weitere nicht zur NFL-Meisterschaft zählende Spiele in Minnesota. Um der schlechten Witterung zu entgehen, wurden die Eskimos neben einigen anderen Teams in der Saison 1926 ein sogenanntes Reiseteam (Travelling Team). Bis auf das erste Spiel wurden alle weitere Spiele der Mannschaft in dieser Saison auswärts ausgetragen. Meist waren nicht mehr als 13 Spieler unterwegs und absolvierten die Spiele. Insgesamt 26 Spieler gehörten im Laufe der Saison zum Kader. Nach Abschluss der Saison spielte das Team im Dezember 1926 und im Januar 1927 noch fünf Freundschaftsspiele in Kalifornien gegen örtliche Mannschaften. 1927 wurde kein einziges Heimspiel im Rahmen der NFL ausgetragen. Am Saisonende konnte nur eins von neun Spielen gewonnen werden.
Auf Grund einer Verletzung von Ernie Nevers und dem damit verbundenen Zuschauerinteresse setzten die Eskimos 1928 mit dem Spielbetrieb aus. 1929 gab Haugsrud das Franchise an die NFL zurück. Das Franchise wurde von Edwin Simandl für die Orange Tornadoes erworben.
Da Haugsrud den Vertrag mit Nevers und anderen Spielern persönlich und nicht als Team geschlossen hatte, sorgte er dafür, dass Nevers schließlich bei den Chicago Cardinals ein neues Team fand. Haugsrud selbst erhielt das Recht, dass bei Neugründung eines Teams in Minnesota er entsprechende Anteilsrechte erwerben kann. Dieses Recht übte er 1960 bei der Gründung der Minnesota Vikings aus, an denen er sich mit 10 % beteiligte.

## Nachwirkung
Der im Jahr 2008 entstandene Film Ein verlockendes Spiel (Leatherheads) hat starke Ähnlichkeit mit der Geschichte der Duluth Eskimos. In dem Film sind George Clooney und Renée Zellweger in den Hauptrollen zu sehen.

## Uniform
Die Duluth Kelleys traten 1923 in roten Jerseys mit weißen Ziffern an. In den Jahren 1924 und 1925 war das Jersey horizontal weiß-rot geteilt. Auf der Brust stand die Teambezeichnung. In den Jahren 1926 und 1927 trugen die Spieler weiße Jerseys mit einem Iglu auf der Brust und schwarzen Ziffern.

## Statistik
| Saison         | Siege          | Niederlagen    | Unentschieden  | Punkte erzielt | Punkte zugelassen | Platzierung    | Head Coach     |
| Duluth Kelleys | Duluth Kelleys | Duluth Kelleys | Duluth Kelleys | Duluth Kelleys | Duluth Kelleys    | Duluth Kelleys | Duluth Kelleys |
| -------------- | -------------- | -------------- | -------------- | -------------- | ----------------- | -------------- | -------------- |
| 1923           | 4              | 3              | 0              | 35             | 33                | 7.             | Joey Sternaman |
| 1924           | 5              | 1              | 0              | 56             | 16                | 4.             | Dewey Scanlon  |
| 1925           | 0              | 3              | 0              | 6              | 25                | 16.            | Dewey Scanlon  |
| Duluth Eskimos |                |                |                |                |                   |                |                |
| 1926           | 6              | 5              | 3              | 113            | 81                | 8.             | Dewey Scanlon  |
| 1927           | 1              | 8              | 0              | 68             | 134               | 11.            | Ernie Nevers   |

## Mitglieder in der Pro Football Hall of Fame
| Duluth Eskimos Hall of Famers | Duluth Eskimos Hall of Famers | Duluth Eskimos Hall of Famers | Duluth Eskimos Hall of Famers |
| Name                          | Position                      | Spielzeit                     | Aufnahme in die HOF           |
| ----------------------------- | ----------------------------- | ----------------------------- | ----------------------------- |
| Walt Kiesling                 | Guard, Tackle                 | 1926–1927                     | 1966                          |
| John McNally                  | Halfback                      | 1926–1927                     | 1963                          |
| Ernie Nevers                  | Fullback, Trainer             | 1926–1927                     | 1963                          |

## Namhafte Spieler
- Paul Fitzgibbon; Back; spielte 1926 bei den Duluth Eskimos
- Russ Method; Back; spielte 1923 bis 1927 bei den Duluth Kelleys/Eskimos
- Bill Stein; Guard, Center; spielte 1923 bis 1927 bei den Duluth Kelleys/Eskimos
- Bill Rooney; Runningback; spielte 1923 bis 1925 und 1927 bei den Duluth Kelleys/Eskimos
- Joey Sternaman; Back, Trainer; spielte 1923 bei den Duluth Eskimos
- Jack Underwood; End; spielte 1923 bis 1926 bei den Duluth Kelleys/Eskimos
- Marion Ashmore; Tackle; spielte 1927 bei den Duluth Eskimos
- Joe Rooney; Tackle, End; spielte 1923/1924 und 1926/1927 bei den Duluth Kelleys/Eskimos
- Cobb Rooney; Back; spielte 1923 bis 1927 bei den Duluth Kelleys/Eskimos